# Mário Travaglini
Mário Travaglini (San Paolo, 30 aprile 1932 – San Paolo, 20 febbraio 2014) è stato un calciatore e allenatore di calcio brasiliano, di ruolo difensore. In carriera ha totalizzato 204 panchine nella massima serie brasiliana.

## Biografia
Nato nel quartiere di Bom Retiro, fin da giovane mostrò particolare propensione per il gioco del calcio. Accettato dal settore giovanile dell'Ypiranga, vi iniziò la carriera da professionista. Una volta ritiratosi, prima di iniziare l'esperienza come tecnico si laureò in economia. Celibe e senza prole, Travaglini ha poi assunto la presidenza del sindacato degli allenatori dello stato di San Paolo.
È morto nel 2014 all'età di 81 anni a seguito di un tumore cerebrale.

## Caratteristiche tecniche
Giocava come difensore, ricoprendo il ruolo di centrale.

## Carriera

### Giocatore
Nel 1948 entrò nelle giovanili dell'Ypiranga per volere del padre di Rubens Minelli, Francisco, e il 12 settembre del 1953 debuttò in prima squadra in una partita contro il Corinthians al Pacaembu. Successivamente giocò per Palmeiras, Nacional e Ponte Preta, ritirandosi nel 1962.

### Allenatore
Nel 1963 si incaricò di seguire le giovanili del Palmeiras, e nel 1966 passò alla guida della prima squadra. Con lui in panchina il Verdão ottenne tre titoli in due stagioni: dapprima il campionato Paulista del 1966, e in seguito la Taça Brasil 1967 e il Torneo Roberto Gomes Pedrosa 1967, entrambe competizioni a livello nazionale. Nel 1971 lasciò il Palmeiras, dopo averlo allenato nella prima edizione del Brasileirão, firmando per il Vasco da Gama di Rio de Janeiro. Con la squadra dalla maglia bianco-nera mancò, alla prima stagione, l'accesso alla fase finale, venendo preceduto per un punto dall'Internacional nel girone 1. L'annata seguente vide il Vasco lontano dalla qualificazione al girone decisivo, mentre nel 1974 Travaglini guidò la propria compagine alla vittoria, la prima in àmbito nazionale, perdendo quattro partite su ventisette e superando in finale il Cruzeiro. Nel 1975 il Vasco raggiunse il secondo turno ma si classificò all'ultimo posto nel gruppo 2; Travaglini fu dunque sostituito da Paulo Emílio. Il Fluminense si assicurò i servigi del tecnico, che nel 1976 portò il club alla vittoria nel campionato statale. Nel 1978 fu assistente di Cláudio Coutinho durante il campionato del mondo 1978, mentre nel 1979 assunse la guida della Nazionale Olimpica brasiliana. Con tale selezione fece il suo esordio il 6 giugno in un'amichevole contro il Paraguay, e partecipò ai Giochi Panamericani del 1979, vincendoli. Lasciò la panchina dell'Olimpica il 14 luglio, e si accasò alla Portuguesa, che guidò durante il Taça de Ouro 1981. Arrivato al Corinthians, fu il tecnico della Democrazia Corinthiana, conquistando il titolo Paulista del 1982. Allenò poi il San Paolo e nuovamente il Palmeiras, ritirandosi nel 1987.

## Palmarès

### Allenatore

#### Club

##### Competizioni statali
- Campionato paulista: 2

Palmeiras: 1966
Corinthians: 1982
- Campionato Carioca: 1

Fluminense: 1976

##### Competizioni nazionali
- Campionato brasiliano: 3

Palmeiras: 1967 (TB), 1967 (TRGP)
Vasco da Gama: 1974

#### Nazionale
- Giochi panamericani: 1

San Juan 1979